# Rajd Polski 1967
Rajd Polski 1967 (27. Rajd Polski) – 27. edycja rajdu samochodowego Rajd Polski rozgrywanego w Polsce. Rozgrywany był od 2 do 5 sierpnia 1967 roku. Bazą rajdu był Kraków. Rajd był dwunastą rundą Rajdowych Mistrzostw Europy w roku 1967, trzecią rundą Rajdowych samochodowych mistrzostw Polski w roku 1967 oraz trzecią rundą Rajdowego Pucharu Pokoju i Przyjaźni w roku 1967. Do RSMP zaliczany był tylko I etap rajdu, który składał się z jednej próby szybkości płaskiej i dwóch pierwszych odcinków specjalnych. Pierwszy etap odbył się 3 sierpnia.

## Klasyfikacja rajdu
| Miejsce                      | Kierowca                     | Pilot                        | Samochód                     | Punkty                       | Grupa Klasa                  |                              |
| Klasyfikacja generalna i ERC | Klasyfikacja generalna i ERC | Klasyfikacja generalna i ERC | Klasyfikacja generalna i ERC | Klasyfikacja generalna i ERC | Klasyfikacja generalna i ERC | Klasyfikacja generalna i ERC |
| ---------------------------- | ---------------------------- | ---------------------------- | ---------------------------- | ---------------------------- | ---------------------------- | ---------------------------- |
| 1                            | Sobiesław Zasada             | Ewa Zasada                   | Porsche 912                  | 6273,962                     | 1/2                          |                              |
| 2                            | Lillebror Nasenius           | Matti Wigren                 | Opel Rekord                  | 6798,556                     | 1/3                          |                              |
| 3                            | Krzysztof Komornicki         | Marek Wachowski              | BMW 1600                     | 7709,653                     | 1/2                          |                              |
| Klasyfikacja RSMP            |                              |                              |                              |                              |                              |                              |
| 1                            | Sobiesław Zasada             | Ewa Zasada                   | Porsche 912                  | 1094,913                     | 1/2                          |                              |
| 2                            | Andrzej Nytko                | Edmund Oprocha               | Fiat 1300                    | 1139,676                     | 1/2                          |                              |
| 3                            | Krzysztof Komornicki         | Zygmunt Wiśniowski           | BMW 1600                     | 1182,186                     | 1/2                          |                              |
| 4                            | Adam Smorawiński             | Adam Wędrychowski            | BMW 1600                     | 1227,118                     | 1/2                          |                              |
| 5                            | Włodzimierz Markowski        | Marian Wangrat               | Porsche 912                  | 1245,953                     | 1/2                          |                              |
| 6                            | Edward Lisowski              | Wiesław Mrówczyński          | Mercedes-Benz 220 SE         | 1271,752                     | 1/3                          |                              |
| 7                            | Stanisław Dalka              | Jerzy Wilbik                 | NSU 1000                     | 1275,022                     | 1/1                          |                              |
| 8                            | Zbigniew Gawryłkiewicz       | Ryszard Siadkowski           | NSU Prinz                    | 1306,083                     | 1/1                          |                              |
| 9                            | Ryszard Nowicki              | Marian Skiendzielewski       | Zastava 750                  | 1337,294                     | 1/1                          |                              |
| 10                           | Mieczysław Urtnowski         | Jerzy Sypniewski             | Fiat 850                     | 1345,886                     | 1/1                          |                              |
| Klasyfikacja CoPaF           |                              |                              |                              |                              |                              |                              |
| 1                            | Sobiesław Zasada ?           | Ewa Zasada ?                 | Porsche 912                  |                              |                              |                              |